# Хектор
Хектор (старогрч. Ἕκτωρ) је тројански принц, јунак из Хомеровог епа Илијада. Он је најстарији син тројанског краља Пријама и његове жене Хекабе и брат Париса, узрочника Тројанског рата. Хектор је најзначајнији тројански војсковођа и јунак у десетогодишњем Тројанском рату.
Хомер у Илијади описује збивања током педесет једног дана од избијања Ахиловог беса, најмоћнијег ратника у Илијади, до погибије и сахране Хектора. У Илијади је Хектор описан као племенити херој, а слично га описује и Вергилије у свом епу Енејида. Одатле потиче често помињање Хектора у каснијој књижевности и уметности као симбола витештва.
Хектор је у Илијади љубимац бога Аполона и није представљен као окрутни ратник, већ као син, брат, омиљени супруг и отац. Његов опис се помиње у сцени опроштаја од жене, Андромахе, и сина, Астијанакта. Као и за остале ликове Илијаде, независно од наклоности богова, његове победе и порази, живот и смрт су предодређени.
Хектор је победио и убио Ахиловог пријатеља Патрокла у борби. Ахил, растужен смрћу пријатеља, одлучује да поново крене у сукоб са Тројанцима. Хектор је једини Тројанац који остаје да му се супротстави испред зидина Троје. Три пута је Ахил прогонио Хектора око Троје, до коначног двобоја у коме га је убио. Својим последњим речима Хектор је молио Ахила да његово тело врати у Троју. Сурови Ахил пак покушава да скрнави тело мртвог непријатеља и одвлачи га у грчки логор. Најзад, победник пристаје да врати Хекторово тело породици пошто га посећује тројански краљ Пријам. Хомерова Илијада се завршава описом Хекторовог погреба.